# Marianus Hauseder
Marianus Hauseder OCSO (* 28. Juni 1936 in Grieskirchen als Franz Hauseder) ist ein österreichischer römisch-katholischer Priester und Mönch des Trappistenordens. Er war von 1995 bis 2012 Abt des Stiftes Engelszell.

## Leben
Hauseder studierte am Petrinum in Linz, trat dann bei den Salesianern Don Boscos ein und wurde 1964 in Monteortone bei Padua zum Priester geweiht. Anschließend war er als Jugendseelsorger und Katechet tätig. 1981 trat er zu den Zisterziensern strengerer Observanz (Trappisten) des Stiftes Engelszell über und legte dort 1984 seine Feierliche Profess ab.
1991 wurde er als Superior ad nutum Oberer des Stiftes. 1995 zum Abt gewählt, empfing er durch Bischof Maximilian Aichern in Engelszell die Abtsbenediktion. Er war der 39. Prälat seit der Gründung des Stiftes im Jahr 1293. Während seines Abbatiates fand 1994 die Oberösterreichische Landesausstellung statt. 1997 wurde das stiftseigene Fürsorgeheim in eine Caritas-Einrichtung umgewandelt, 2008 die Stiftskirche für 1,2 Millionen Euro generalsaniert und 2012 eine Brauerei eröffnet. Die Barmherzigen Schwestern vom hl. Vinzenz von Paul, die den Pflegedienst versehen hatten, wurden 2016 von Engelszell abgezogen. In der Diözese Linz war er häufig als Firmspender tätig. Ein Wermutstropfen blieb das Ausbleiben von Berufungen. 2012 wegen Überschreitens der Altersgrenze und nach einjähriger Verlängerung durch das Generalkapitel zurückgetreten, stand er dem Stift noch bis Februar 2017 als Superior ad nutum vor.

## Auszeichnungen
- Bischöflicher Ehrentitel Konsistorialrat
- 1994 Goldenes Verdienstzeichen des Landes Oberösterreich
- 2014 Silbernes Ehrenzeichen des Landes Oberösterreich